# Jari Ilola
Jari Ilola (ur. 24 listopada 1978 w Oulu) – fiński piłkarz grający na pozycji pomocnika. Reprezentant Finlandii – łącznie rozegrał w niej 30 meczów i strzelił 1 gola. W swojej karierze wystąpił też w trzynastu meczach reprezentacji do lat 21. Od 2003 zawodnik IF Elfsborg.